# Atheta pavidula
Atheta pavidula är en skalbaggsart som beskrevs av Thomas Casey 1911. Atheta pavidula ingår i släktet Atheta och familjen kortvingar. Inga underarter finns listade i Catalogue of Life.